# Onthophagus quadrimaculatus
Onthophagus quadrimaculatus es una especie de insecto del género Onthophagus, familia Scarabaeidae, orden Coleoptera.

Fue descrita científicamente por Raffray en 1877.